# Tarnóczky Attila
Tarnóczky Attila (Nagykanizsa, 1945. június 11. – 2020. október 9.) magyar kémia-fizika szakos tanár, politikus, városvédő. 1990 és 1994 között a Magyar Demokrata Fórum országgyűlési képviselője.

## Életpályája
Apja Tarnóczky Géza kereskedő, majd kisiparos, anyja Varga Margit női kalaposmester volt. Általános és középiskolai tanulmányait szülővárosában végezte. 1963-ban a Batthyány Gimnáziumban érettségizett. 1963 és 1966 között a székesfehérvári Felsőfokú Földmérési Technikumban folytatta tanulmányait, majd 1971-ben az Eötvös Loránd Tudományegyetemen szerzett kémia-fizika tanári diplomát. 1971-től a nagykanizsai Mező Ferenc Gimnázium tanára volt.
Nagykanizsán alapító tagja volt az MDF-nek. 1990 és 1996 között a nagykanizsai szervezet elnökeként tevékenykedett. 1996 és 1998 között az MDNP tagja és Zala megyei elnöke volt. 1998-tól a Fidesz tagja lett, 2006-ban függetlenként fejezte be a politikai pályafutását.
1990-ben az MDF színeiben egyéni képviselőként került az országgyűlésbe, ahol 1994-ig tevékenykedett. 1994 és 2002 között Nagykanizsán önkormányzati képviselő, 1998 és 2002 között alpolgármester is volt. 1994 és 1998 között a Zala Megyei Közgyűlés tagja volt.
Nagykanizsai lokálpatriótaként az első komolyabb kezdeményezése az 1990-es évek közepén volt, amikor sikerült megakadályoznia, hogy elbontsák a városi kórház kétszáz éves öntöttvas kerítését. Legjelentősebb városvédő vállalkozása a nagykanizsai emléktáblarendszer létrehozása és kialakítása volt. 2003-ban az ő javaslatára avatták fel az első olyan emléktáblát, amelyen egy belvárosi épület történetét örökítették meg. 2006-tól, politikai pályafutása befejezése után a városvédő munkával foglalkozott jelentősen, amiért 2011-ben Podmaniczky-díjat kapott.

## Művei
- Kunics Zsuzsa–Tarnóczky Attila: Várostörténeti mozaikok. Röviden Kanizsa 146 épületéről; Czupi, Nagykanizsa, 2007

## Elismerései
- Podmaniczky-díj (2011)

Nagykanizsa város díszpolgára (2021) (posztumusz)